# Кінні аркебузири

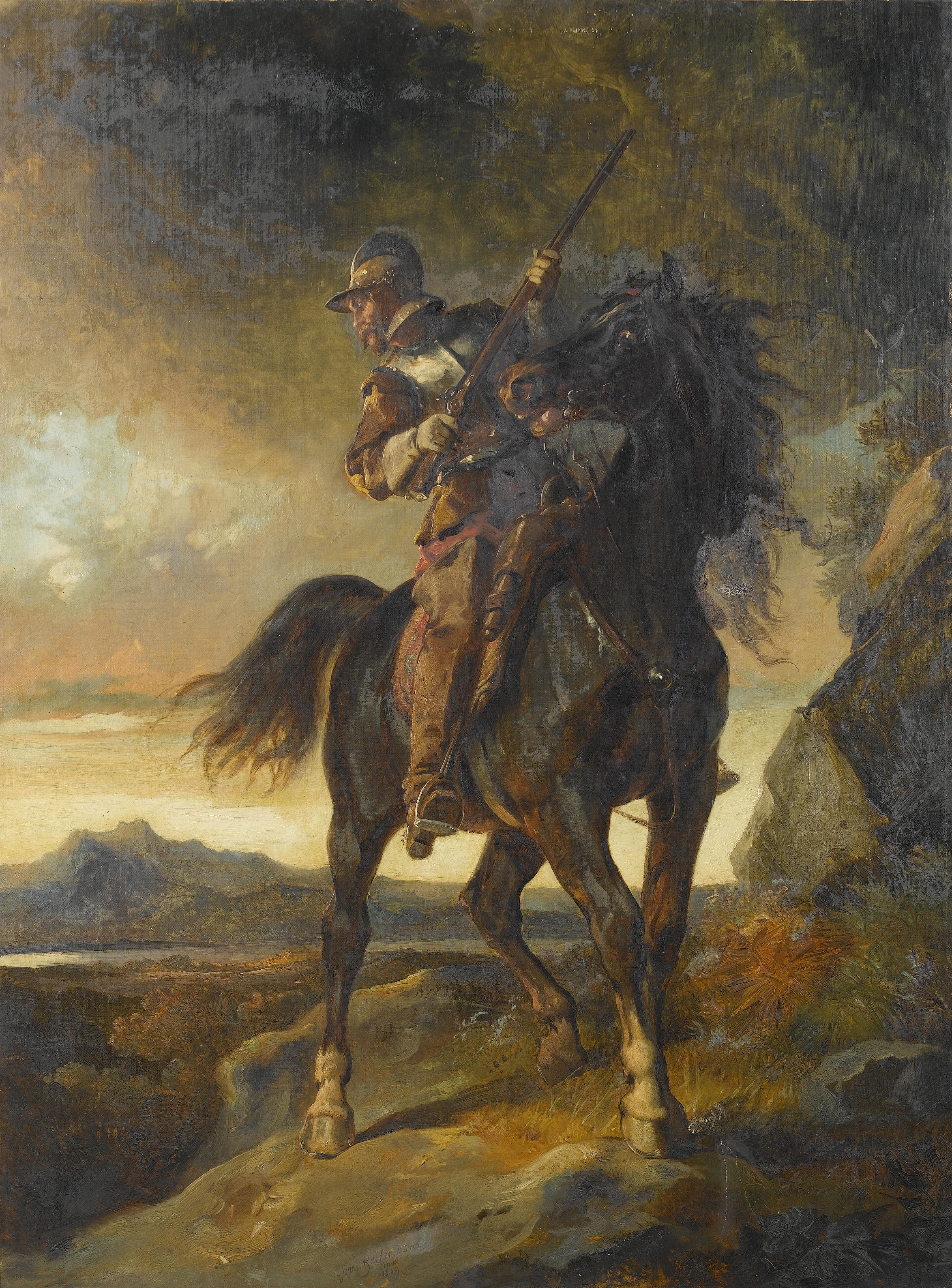
Кінний аркебузир XVI ст. у кірасі, надягнутої на буфкот і в шоломі-бургіньйоті, з колісцевою аркебузою. Картина Т. Дж. Баркера «Мострупер», 1869 р.

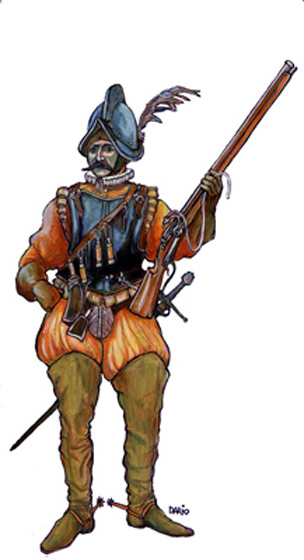
Кінний аркебузир, бл. 1577 р., битва під Любішевом

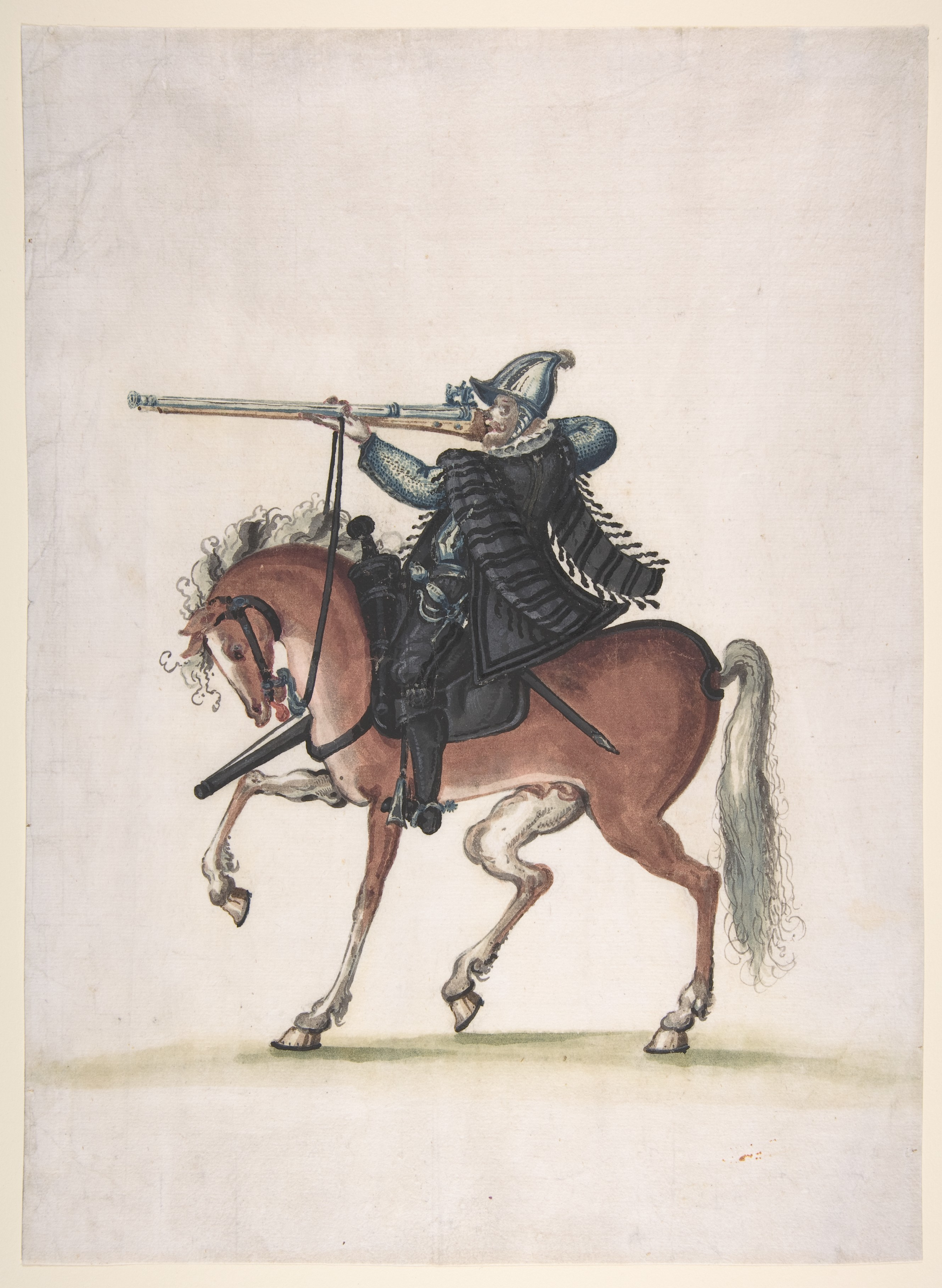
Кінний аркебузир. Малюнок кінця XVI ст.

Кінні аркебузири — рід кавалерії, що в XVI ст. замінив лицарську кінноту в Італії та Священній Римській імперії. Відмінність кінних аркебузирів від рейтарів полягала в тому, що вони були озброєні замість пістолів примітивним карабіном (вкороченою аркебузою або мушкетом), а від ранніх кірасирів — значно легшим обладунком.

## Історія

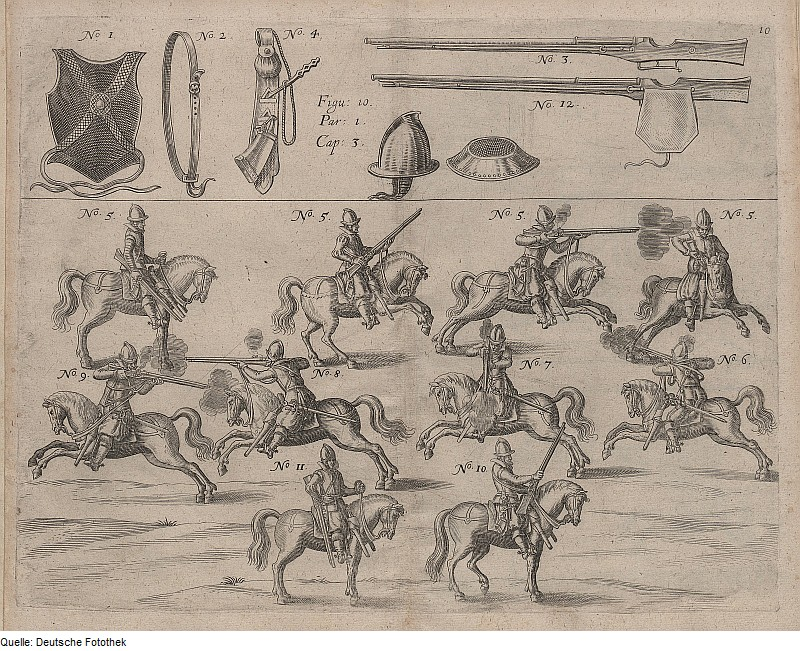
Озброєння і бойові прийоми кінного аркебузира. Ілюстрація з німецького підручника 1616 р.

В абсолютистських державах, що сформувалися наприкінці Середньовіччя, кіннота, як і піхота, стає виключно найманою. Послідовні поразки бургундських і французьких лицарів, найкращих того часу, у битвах з терціями швейцарських пікінерів під час Бургундських і Італійських воєн (період 1475—1525 рр.) призвели до поступової відмови від списа як головної зброї важкої кінноти в Європі. На цю зміну також справила вплив вогнепальна зброя.
Наприкінці XV ст. кінні стрільці поступово відмовилися від лука й арбалета на користь аркебузи — одного з перших зразків ручної вогнепальної зброї (хоча раніше існували кулевринери). Згідно з підручником Джона Крузо 1632 року, кінні аркебузири «вперше з'явилися у Франції», за іншими даними, вони сформовані в Італії 1496 року кондотьєром Камілло Вітеллі (подібно драгунам, вони використовували коней тільки для пересування, а билися пішими). Наприкінці XVI — початку XVII століть кінних аркебузирів розглядали, подібно ранішим «петриналям», як засіб підтримки важкої кінноти — демілансерів (півсписників) і озброєних пістолями кірасирів і рейтарів. Оскільки аркебузи перевершували дальністю стрільби пістолі, аркебузири зазвичай не вступали в безпосереднє зіткнення з противником, підтримуючи важку кінноту на відстані.
Кавалерійська аркебуза була коротшою за піхотну (0,81-1,07 м) і перевозилася на панталері. Крім рушниці, кінний аркебузир додатково озброювався мечем, іноді 1-2 пістолями. Зі захисного озброєння кінні аркебузири носили шолом і кірасу.
У Франції у 1512 — середині XVI ст. кінні аркебузири співіснували з озброєними списами жандармами. Вони належали до середньої кавалерії: подібно легкій мали метальну зброю, подібно важкій — обладунки. Обладунок ранніх кінних аркебузирів був схожим на лицарський, тільки ноги нижче колін не мали захисту (бій тепер рідко вівся на близькій відстані, тому поранення ніг траплялися нечасто). Німецькі кінні аркебузири на службі Габсбургів відзначилися у війнах проти турків протягом XVI ст. (зокрема, у битві під Сисаком). На початку XVII століття аркебузу замінив карабін, і відтоді кінні аркебузири стали називатися карабінерами. При цьому неясне, чи продовжували кінні аркебузири XVI—XVII століть користуватися аркебузами або тільки зберігали свою назву в силу традиції. Після Тридцятилітньої війни назва цього роду кінноти більше не вживається.